# أحمد فرج (لاعب كرة قدم بحريني)
أحمد فرج عبد الكريم (25 يوليو 1980) لاعب كرة قدم بحريني يلعب حاليا لصالح نادي الدرجة الأولى الرفاع الشرقي البحريني في مركز قلب الدفاع من 1998.

## الإنجازات
- كأس ملك البحرين (3): 1999، 2000، 2014